# ミハイル・スコピン＝シュイスキー

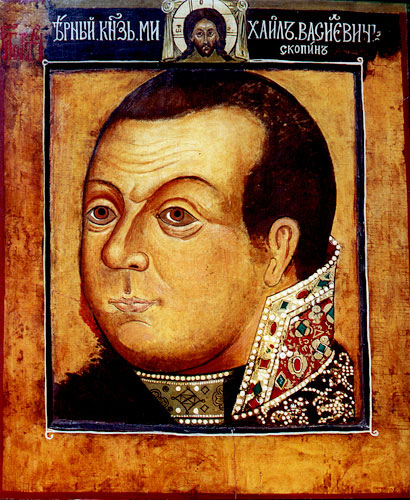
ミハイル・スコピン＝シュイスキー

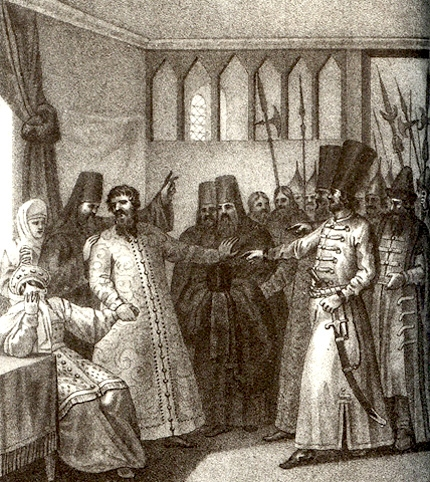
修道士にさせられるヴァシーリー4世

ミハイル・ヴァーシリエヴィチ・スコピン＝シュイスキー（ロシア語: Михаил Васильевич Скопин-Шуйский、英語: Mikhail Vasiliyevich Skopin-Shuisky、1586年8月18日（旧暦8月8日） - 1610年5月3日（旧暦4月23日））は、ロシア・ツァーリ国のリューリク朝断絶後の大動乱期に活躍した政治家・将軍である。

## 生涯
1586年、ヴァシーリー・スコピン＝シュイスキーの息子として生まれた。
ヴァシーリー・シュイスキーの甥に当たり、1606年に彼がヴァシーリー4世としてツァーリに即位すると、有能なミハイルが叔父を支えた。
ミハイルは有能な将軍であり、偽ピョートルやイヴァン・ボロトニコフによる反乱が起こった際にその鎮圧などで多大な軍功を挙げた。
このため、老齢で無力なヴァシーリー4世に代わって後継者として国民に望まれたが、1610年5月に24歳で急死した。
ミハイルの死因は、あまりに人気と実力のあり過ぎたミハイルを恐れたヴァシーリー4世による毒殺ともいわれる。ヴァシーリーが暗殺したという証拠はないが、ミハイルが死の直前まで戦場にいたことから、暗殺の可能性が極めて高く、その憶測は当時から根強かったという。
ミハイルの死でシュイスキー家の没落は決定的になり、わずか3ヵ月後にヴァシーリー4世は偽ドミトリー2世やポーランドの圧力のために退位を余儀なくされ、修道士にさせられた。